# Turkmenština
Turkmenština je turkický jazyk, kterým mluví zhruba 6,4 miliónu lidí v Turkmenistánu, Afghánistánu, Íránu, Iráku, Kazachstánu, Pákistánu, Tádžikistánu a Uzbekistánu. Dále se používá v evropské části Ruska, Německu, Turecku a USA.

## Historie písma
Turkmenština je oficiálním jazykem v Turkmenistánu. V psané podobě se začala používat až na začátku 20. století, kdy se zapisovala arabským písmem. V letech 1928–1940 se pro turkmenštinu používala latinka, která byla až do roku 1991 nahrazena z politických důvodů cyrilicí (záměrem vládců Sovětského svazu bylo co nejvíce omezit kontakty mezi turkickými národy žijícími v jižních republikách s těmi, které žily za hranicemi SSSR a zároveň tak omezit vliv islámu v těchto republikách). Od roku 1991 je opět používána latinka.

## Gramatika

### Pády
Turkické jazyky mají pády. Turkmenština jich má šest:
- nominativ
- genitiv (též posesiv – je podobný anglickému přivlastňovacímu genitivu ’s)
- dativ
- akuzativ
- ablativ-pád určující čas či místo
- instrumentál

### Abeceda
| Současná latinka | Cyrilice | Fonetika  | Latinka 1993 | Latinka 1992-1993 | Latinka 1927-1940 |
| ---------------- | -------- | --------- | ------------ | ----------------- | ----------------- |
| A a              | А а      | [a]       | A a          | A a               | A a               |
| B b              | Б б      | [b]       | B b          | B b               | B b               |
| Ç ç              | Ч ч      | [ʧ]       | Ç ç          | C c               | C c               |
| D d              | Д д      | [d]       | D d          | D d               | D d               |
| E e              | Е е      | [je], [e] | E e          | E e               | E e               |
| Ä ä              | Ә ә      | [æ]       | Ä ä          | Ea ea             | Ә ә               |
| F f              | Ф ф      | [ɸ]       | F f          | F f               | F f               |
| G g              | Г г      | [g~ʁ]     | G g          | G g               | G g               |
| H h              | Х х      | [h~x]     | H h          | H h               | H/X h/x           |
| I i              | И и      | [i]       | I i          | I i               | I i               |
| J j              | Җ җ      | [ʤ]       | J j          | J j               | Ç ç               |
| Ž ž              | Ж ж      | [ʒ]       | £ ɾ          | Jh jh             | Ƶ ƶ               |
| K k              | К к      | [k~q]     | K k          | K k               | K/Q k/q           |
| L l              | Л л      | [l]       | L l          | L l               | L l               |
| M m              | М м      | [m]       | M m          | M m               | M m               |
| N n              | Н н      | [n]       | N n          | N n               | N n               |
| Ň ň              | Ң ң      | [ŋ]       | Ñ ñ          | Ng ng             | Ŋ ŋ               |
| O o              | О о      | [o]       | O o          | O o               | O o               |
| Ö ö              | Ө ө      | [ø]       | Ö ö          | Q q               | Ө ө               |
| P p              | П п      | [p]       | P p          | P p               | P p               |
| R r              | Р р      | [r]       | R r          | R r               | R r               |
| S s              | С с      | [θ]       | S s          | S s               | S s               |
| Ş ş              | Ш ш      | [ʃ]       | $ ¢          | Sh sh             | Ş ş               |
| T t              | Т т      | [t]       | T t          | T t               | T t               |
| U u              | У у      | [u]       | U u          | U u               | U u               |
| Ü ü              | Ү ү      | [y]       | Ü ü          | V v               | Y y               |
| W w              | В в      | [β]       | W w          | W w               | V v               |
| Y y              | Ы ы      | [ɯ]       | Y y          | X x               | -                 |
| Ý ý              | Й й      | [j]       | Ұ ÿ          | Y y               | J j               |
| Z z              | З з      | [ð]       | Z z          | Z z               | Z z               |

### Fonetika
- ç se čte [č]
- ä = [æ]
- ž = [ž]
- j = [dž]
- ň = nosové n (jako anglické -ing)
- ö = [ə], resp. [ö]
- ş = [š]
- ü jako [ü]
- w jako [v]
- ý jako [j]

Turkmenština dodržuje vokálovou harmonii. Ve vokálové harmonii je důležité rozlišení předních (ä, e, i, ö, ü) a zadních (a, y, o, u) samohlásek:
- Původní turkmenská slova obsahují samohlásky patřící jen do jedné z těchto dvou skupin, např.: kädi (pouze přední samohlásky) nebo köwüş (pouze zadní samohlásky).
- V přejatých slovech (hlavně ruského a perského původu) se vokálová harmonie vytrácí: kitap (kniha), dükan (obchod), serdar (vůdce). Přesto se nevytrácí úplně ani v těchto případech, protože podoba sufixů těchto slov se řídí podle toho, zda poslední samohláska daného slova je přední nebo zadní.

## Příklady

### Číslovky
| Turkmensky   | Česky |
| bir, биp     | jeden |
| iki, ики     | dva   |
| üç, үч       | tři   |
| dört, дөpт   | čtyři |
| bäş, бәш     | pět   |
| alty, aлты   | šest  |
| ýedi, eди    | sedm  |
| sekiz, ceкиз | osm   |
| dokuz, дoкyз | devět |
| on, oн       | deset |

## Vzorový text
Otče náš (modlitba Páně)
Eý, Gökdäki Atamyz,
Adyň mukaddes bolsun.
Patyşalygyň gelsin.
Gökde bolşy ýaly,
Ýerde-de Seniň islegiň amala aşsyn.
Gündəlik çöregimizi
Bize şu gün ber. Bize ýamanlyk
edýäňleriň ýazyklaryny geçişimiz ýaly,
Sen-de biziň ýazyklarymyzy geç.
Bizi synaga salma, bizi iblisden halas et.

### Všeobecná deklarace lidských práv
| turkmensky (cyrilice) | Хемме адамлар өз мертебеси ве хукуклары бюнча дең ягдайда дүнйә инйәрлер. Олара аң хем выждан берлендир ве олар бир-бирлери билен доганлык рухундакы гарайышда болмалыдырлар.    |
| turkmensky (latinka)  | Hemme adamlar öz mertebesi we hukuklary boýunça deň ýagdaýda dünýä inyärler. Olara aň hem wyždan berlendir we olar bir-birleri bilen doganlyk ruhundaky garaýyşda bolmalydyrlar. |
| česky                 | Všichni lidé se rodí svobodní a sobě rovní co do důstojnosti a práv. Jsou nadáni rozumem a svědomím a mají spolu jednat v duchu bratrství.                                       |